# Schuimbanaan

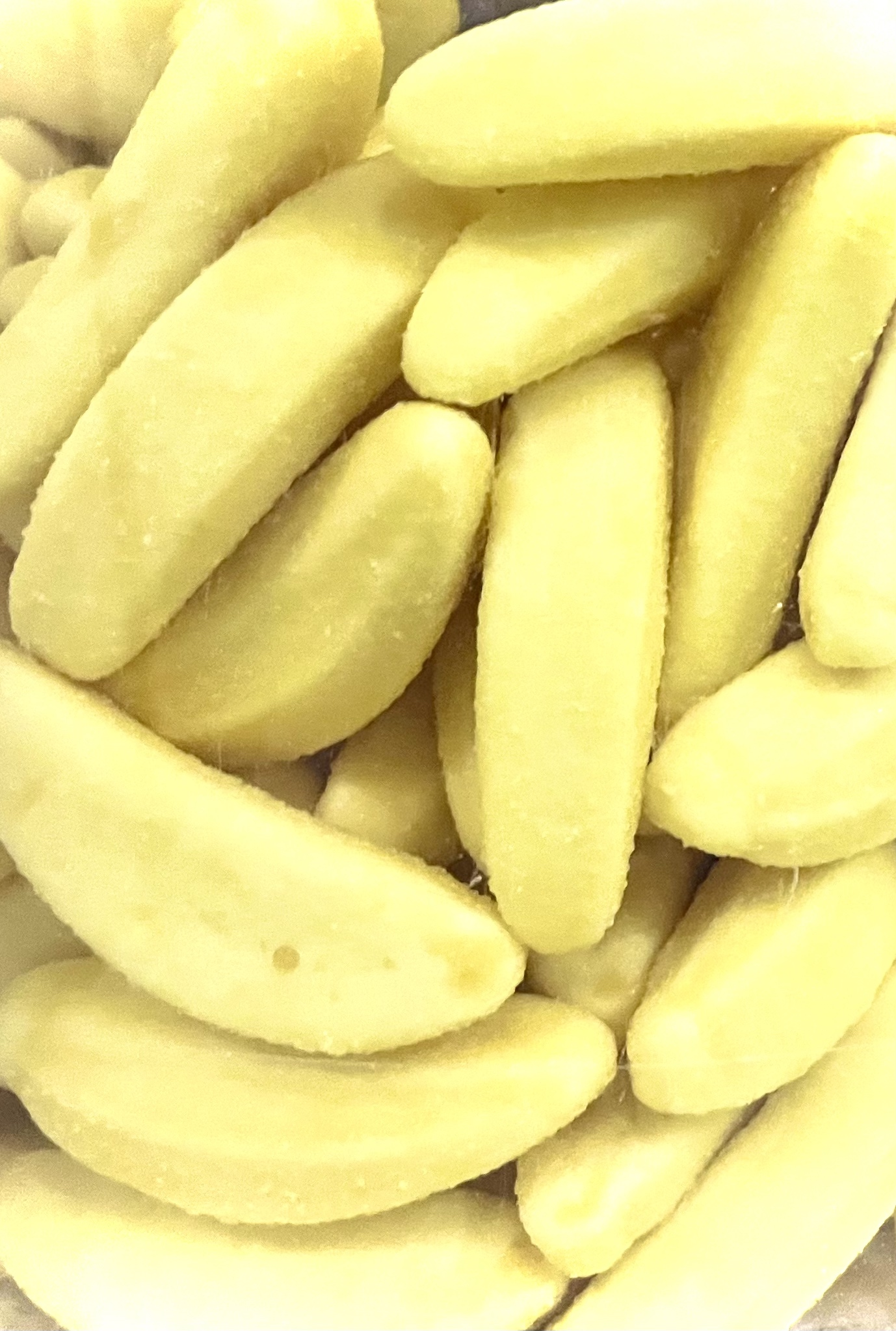
Gesuikerde schuimbanaantjes

Schuimbanaan is een soort luchtig schuimsnoep. Deze gele lekkernij combineert de luchtigheid van marshmellow met een vast-elastische structuur en is vaak afgewerkt met suikerkristallen op het oppervlak.
Schuimsnoep zoals we het nu kennen ontstond in de 18e eeuw in Frankrijk, waar mensen recepten bedachten waarin ze smaak- en kleurstoffen uit bloemen mengden door geklopt eiwit. Zonder verdere toevoeging ontstaat bij het mengen van eiwit met suiker de basis van merengue, die dan nog moet worden afgebakken. Als het mengsel niet wordt gebakken maar gestold, kan door het in te drogen zo schuimsnoep worden gemaakt.
Omdat het maken van schuimbanaantjes vrij bewerkelijk is leent het zich uitstekend voor industriële bereiding. Commercieel verkrijgbare schuimbanaantjes bevatten doorgaans geen eiwit, maar ontlenen hun structuur aan de toevoeging van maiszetmeel.
Uit een recente opiniepeiling onder 280 basisschoolleerlingen bleek dat schuimbanaantjes bovenaan stonden als de kinderen de hypothetische vraag moesten beantwoorden 'als je één soort snoep zou mogen meenemen voor een ruimtereis van 2 jaar naar Mars, wat zou dit dan zijn?'.